# João Alegria
João Alves dos Reis Júnior (Santo Antônio da Alegria, 1964), conhecido profissionalmente como João Alegria, é roteirista, diretor de televisão e professor.
Graduou-se em História pela Universidade Federal de Ouro Preto (UFOP), em Minas Gerais. Cursou a pós-graduação em História na Universidade Federal Fluminense, não tendo defendido a dissertação sobre o uso do cinema de propaganda política durante o Estado Novo. Em 2008 (18 de Fevereiro de 2008), defendeu tese de doutoramento em Educação pela Pontifícia Universidade Católica do Rio de Janeiro (PUC-Rio) com o trabalho "O livro de images luminosas. Jonathas Serrano e a gênese da cinematografia educativa no Brasil 1889-1937".
Toda a sua trajetória profissional está ligada à Comunicação Social, atuando como autor-roteirista, diretor de televisão e escritor de livros.
Trabalhou nas principais emissoras de televisão do Brasil e desde maio de 2005 na Fundação Roberto Marinho, no Canal Futura, onde ocupou as posições de Supervisor Artístico do Canal Futura (2005-2009); Gerente de Programação, Jornalismo e Engenharia do Canal Futura (2009-2014); Gerente Geral Adjunto do Canal Futura (2014-2017) e, desde janeiro de 2017 a função de Diretor do Canal Futura.
Atua também como professor da Pontifícia Universidade Católica do Rio de Janeiro PUC-Rio em nível de graduação, tendo iniciado sua atividade docente na universidade junto ao Curso de Especialização em Mídia, Tecnologia da Informação e Novas Práticas Educacionais, oferecido pela Central de Cursos de Extensão da universidade. Desde 2011 é professor do Quadro Complementar do Departamento de Artes e Design, na habilitação de Design em Mídias Digitais, contribuindo com as disciplinas de Projeto Final (DSG1041, DSG1042), Projeto Avançado Produção e Distribuição (DSG1005) e Distribuição Audiovisual (DSG1717).

## Linha do tempo
1964, 22 de agosto: nasce no hospital da cidade de Altinópolis, Estado de São Paulo, cidade vizinha a Santo Antônio da Alegria, cidade em que vive com toda a família durante a infância e adolescência.
1971, março: inicia a educação primária na Escola Estadual de Primeiro e Segundo Grau Cônego Macário de Almeida, na mesma cidade de Santo Antônio da Alegria.
1978, dezembro: encerra a oitava série do Ensino Fundamental, também em Santo Antônio da Alegria, na mesma Escola Estadual de Primeiro e Segundo Grau Cônego Macário de Almeida.
1981, dezembro: encerra o terceiro ano do Colegial (atual Ensino Médio), também em Santo Antônio da Alegria, na mesma escola Escola Estadual de Primeiro e Segundo Grau Cônego Macário de Almeida.
1983, Março: ingressa no Curso de Filosofia oferecido pelo Centro de Estudos da Arquidiocese de Ribeirão Preto, passando a residir no Seminário Católico em Ribeirão Preto e depois na cidade de Brodowski, também no Estado de São Paulo.
1985, Julho: ingressa no curso de Licenciatura em História, do Instituto de Ciências Humanas e Sociais da Universidade Federal de Ouro Preto, Estado de Minas Gerais.
1986, Março: passa a lecionar História no Ensino Fundamental do Liceu Ouro Preto - Colégio Arquidiocesano
1989, Janeiro: é aprovado na seleção para o Mestrado em História junto ao Departamento de História da Universidade Federal Fluminense, transfere-se para o Rio de Janeiro e inicia o curso de pós-graduação que será interrompido antes da apresentação final da Dissertação de Mestrado.
1989, Junho: passa a ensinar História no Ensino Médio do Instituto Cultural Edith S Lima - Colégio Castilho, na cidade de Niterói, Estado do Rio de Janeiro
1990: em parceria com Anete Ferreira, cria a empresa Matavirgem Oficina de Comunicação, com a qual passa atuar desde então em projetos autorais e consultorias especializadas em educação, cultura, lazer e turismo
1998: passa a integrar o grupo de sócio da empresa V Filmes no Rio de Janeiro
2003: passa a atuar como Diretor de Programas de TV e Assessor da Presidência na Empresa Municipal de Multimeios do Rio de Janeiro MultiRio
2004, Janeiro: é aprovado na seleção para o Doutorado em Educação Brasileira junto ao Departamento de Educação da Pontifícia Universidade Católica do Rio de Janeiro (PUC-Rio), concluindo o curso no ano de 2008, em 18 de fevereiro, com a defesa da Tese "O livro de imagens luminosas. Jonathas Serrano e a cinematografia educativa no Brasil. 1889-1937".
2005, Maio: assume a Supervisão Artística do Canal Futura da Fundação Roberto Marinho no Rio de Janeiro. Nessa função torna-se responsável pela supervisão artística de todos os programas realizados pelo canal de televisão educativa.
2008, Julho: assume a disciplina Artefatos Audiovisuais e Atividades Educativas junto ao Curso de Especialização em Mídia, Tecnologia da Informação e Novas Práticas Educacionais oferecido pela Central de Cursos de Extensão da Pontifícia Universidade Católica do Rio de Janeiro (PUC-Rio).
2009, Maio: assume a Gerência de Programação, Jornalismo e Engenharia do Canal Futura, da Fundação Roberto Marinho no Rio de Janeiro. As funções envolvem também a gerência do Canal 18E UHF São Gonçalo (RJ), uma geradora educativa canal aberto local do Canal Futura.
2011: passa a atuar como Professor Colaborador do Departamento de Artes e Design da Pontifícia Universidade Católica do Rio de Janeiro, contribuindo com as disciplinas de Projeto Final na habilitação de Design em Mídias Digitais
2013: passa a integrar o Quadro Complementar do Departamento de Artes e Design da Pontifícia Universidade Católica do Rio de Janeiro, contribuindo com as disciplinas de Projeto Final na habilitação de Design em Mídias Digitais e também com a disciplina Projeto Avançado 5: Produção e Distribuição.
2014: assume a Gerência Geral Adjunta do Canal Futura, da Fundação Roberto Marinho no Rio de Janeiro.
2017, Janeiro: assume a Direção do Canal Futura, da Fundação Roberto Marinho no Rio de Janeiro.

## Livros
- Manual do Defensor do Planeta (2010). Co-autoria com Rodrigo Medeiros. Rio de Janeiro, Casa da Palavra. (Ficção infanto-juvenil. Um garoto chamado Theo, após vários revezes em sua vida pessoal, muda-se de cidade e se vê na situação de reconstruir sua vida e relacionamentos.)

- Come-Come, pais e filhos na cozinha (2002). Rio de Janeiro: Jorge Zahar Editor. (O livro traz receitas simples para juntar toda a família na cozinha - adultos e criança. Traz, também, brincadeiras, histórias e atividades relacionadas aos alimentos, além de dicas sobre como aproveitar melhor os ingredientes e os pratos preparados. Acompanha um glossário de termos aparentemente indigestos na cozinha, como polvilhar, untar, banho-maria e vários outros. Ilustrações de Glenda Rubinstein.)

- Na fazenda do Chico Marreco (2000). Rio de Janeiro, Editora ArteEnsaio. (Poesia. Coletânea de poemas infantis do autor, que abordam o universo rural brasileiro, modos de vida, plantas e animais do quintal e da fazenda.)

- Todos os verões do Rio (2000). Rio de Janeiro, Editora ArteEnsaio. (Trata-se de crônicas e textos sobre a Cidade Maravilhosa organizados por João Alegria. São textos de Carlos Drummond, Manuel Bandeira, Paulo Mendes Campos, Rubem Braga, Miguel Paiva, Stanislaw Ponte Preta, Carlos Eduardo Novaes, Zuenir Ventura, Luis Carlos Maciel, Sérgio Augusto. Tudo mesclado de belas fotografias da Cidade do Rio, Antigas e novas)

- O Coração do Brasil (2000). Rio de Janeiro: Editora ArteEnsaio. (Contos. O espaço imaginário do cerrado brasileiro com seus personagens típicos. O livro é ilustrado com fotografias de Gustavo Malheiros.)

- O Livro das Gentes (2000). Rio de Janeiro: Editora ArteEnsaio. (Fotografias de tipos humanos presentes no Brasil pela ótica de diferentes fotógrafos e documentaristas.)

## Textos, artigos em periódicos e capítulos de livros
- A televisão a favor da leitura e da escrita do mundo: a inconveniente hipótese do analfabetismo funcional múltiplo (2009). In: Fabiano dos Santos; José Castilho Marques Neto; Tania M. Rösing. Mediação de leitura: discussões e alternativas para a formação de leitores. São Paulo: Global. (Com a participação de Affonso Romano de Sant'Anna; Alcione Araujo; André Lazaro; Ezequiel Theodoro da Silva; Fabiano dos Santos; Jeferson Assumção; João Alegria; Jonao Luiís Ceccatini; José Castilho Marques Neto; Júlia da Rosa Simões; Luís Augusto Fischer; Miguel Rettenmaier; Nanci Golçalves da Nóbrega; Paulo Becker; Regina Zilberman; Tania Rösing; Vitor Necchi)

- Arte, mídia e hipermídia (2009). In: Tania M. Rösing e Miguel Rettenmaier. Passo Fundo: Editora da Universidade de Passo Fundo. (Com participação de Luiz Ruffato; Inimá Simões; João Alegria e José Luiz Jobim)

- Formação estética audiovisual: um outro olhar para o cinema a partir da educação (2008), em co-autoria com Rosália Duarte. In: Educação & Realidade (Dossiê Cinema e Educação). vol. 33, n. 1, jan/jun. (Com a participação de Ismail Xavier; Jacques Aumont; Jan Masschelein; Paola Narrati; Guacira Lopes Louro; Carlos Eduardo Albuquerque Miranda; Elí Fabris; Robson Loureiro; Jorge Vasconcelos; Marcelo de Andrade Pereira; Maria Cristina Franco Ferraz; Rosa Maria Bueno Fischer; Fabiana de Amorim Marcello; Laura Maria Coutinho)

- Recepción infantil a programas de televisión con enfoque en lengua y literatura. Estudio prospectivo de la correspondencia para el Munda da Leitura (2008). In: Tania M. Rösing e Miguel Retenmaier. Lectura de los espacios & espacios de lectura. Passo Fundo: Editora da Universidade de Passo Fundo; Badajoz: Universidades Lectoras.

- O consumo audiovisual culturalmente ativo na infância (2008). In: Rosália Duarte. A televisão pelo olhar das crianças. São Paulo: Cortez, 2008.

- Abecê do reality show (2007). In: Elizabeth Bastos Duarte e Maria Lília Dias de Castro. Televisão: entre o mercado e a academia II. Porto Alegre: Sulina.

- Identidade visual e construção da imagem (2006). In: Debora Garcia e Leonardo Machado. Anuário de programação Canal Futura 2005. Rio de Janeiro: Núcleo de Conteúdo e Desenvolvimento de Projetos; Canal Futura.

- Reality show: breve exercício de circunscrição do gênero narrativo (2006). In: Elizabeth Bastos Duarte e Maria Lília Dias de Castro. Televisão: entre o mercado e a academia. Porto Alegre: Editora Sulina.

- Um sonho, um belo sonho: considerações sobre a gênese das relações entre educação e cinema no Brasil (2005), em co-autoria com Rosália Duarte. In: Revista Diálogo Educacional. Curitiba, vol. 5, n. 15, mai/ago.

- Decifra-me ou devoro-te (2005). In: Caderno Cedes. Campinas, vol. 25, n. 65, jan/abr.

- Prevenção e Mídia: a linguagem audio-visual (1998). In: Carmen F. Lent e Alexandre do Valle. Desafios da Prevenção. Rio de Janeiro: Banco de Horas. (Com participações de Cristina Pimenta; João Alegria; Paulo Henrique Longo; Regina Ferro do Lago; Veriano Terto Jr.)

## Links
- Coluna Caleidoscópio, sobre educação, tecnologia e a experiência de ensinar e aprender: http://futura.org.br/caleidoscopio/